# PD-1
A proteína de morte celular programada 1, também conhecida como PD-1 e CD279 (conjunto da diferenciação 279), é uma proteína que em seres humanos é codificada pelo gene PDCD1.

## Pesquisa para uso médico
O ex-presidente dos Estados Unidos da América Jimmy Carter, em 2015, teve tratamento com um anticorpo monoclonal denominado pembrolizumab que pertence a uma classe de medicamentos chamados inibidores da PD-1. Ao bloquear a proteína PD-1, a terapia permite que o corpo criar linfócito T que podem atacar um câncer.